# Iglesia de Nuestra Señora de Guadalupe en Monte Mario
La Iglesia de Nuestra Señora de Guadalupe en Monte Mario es un lugar de culto católico ubicado en el barrio "della Vittoria" en Roma. Pertenece jurídicamente a la Diócesis de Roma. Fue confiada a las Hijas de María Inmaculada de Guadalupe. Actualmente posee el título cardenalicio de Nuestra Señora de Guadalupe en Monte Mario conferido al cardenal Timothy Dolan.

## Historia
La iglesia fue construida entre 1928 y 1932 por las Hijas de María Inmaculada de Guadalupe y dedicada a la advocación de Nuestra Señora de Guadalupe, patrona de México y emperatriz de América. Se ubicaba a un costado de su convento, el cual se encontraba en una zona residencial destinada después de la Primera Guerra Mundial a los empleados de correos y comunicaciones llamada Las Casas Nuevas y que, según el proyecto original, debía ser una ciudad jardín compuesta por 300 villas (de las cuales solo se construyeron aproximadamente 50). El complejo religioso fue posteriormente vendido a la Diócesis de Roma, que estableció allí una parroquia: esta fue instituida el 22 de junio de 1936 mediante el decreto Dominis gregis del cardenal vicario Francesco Marchetti Selvaggiani El 29 de abril de 1969, el papa Pablo VI instituyó el título cardenalicio de Nuestra Señora de Guadalupe en Monte Mario, que recae sobre la iglesia. Durante la década de 2000, el edificio fue objeto de una intervención de restauración, durante la cual se construyó la galería interior y se abrieron los rosetones del ábside.

## Descripción

### Exterior
La estructura de la iglesia presenta decoraciones en un sobrio estilo neorrománico y se caracteriza por el color naranja del revoque que cubre las paredes y por el blanco de los elementos decorativos. La fachada es de tipo hastial, con tres arcadas ciegas en la parte inferior, de las cuales la mayor corresponde al único portal; este último está coronado por un pórtico poco saliente sostenido por dos columnas, y por una luneta con mosaico que representa a la dedicataria de la iglesia; en la parte superior de la fachada, en el centro, hay un rosetón.

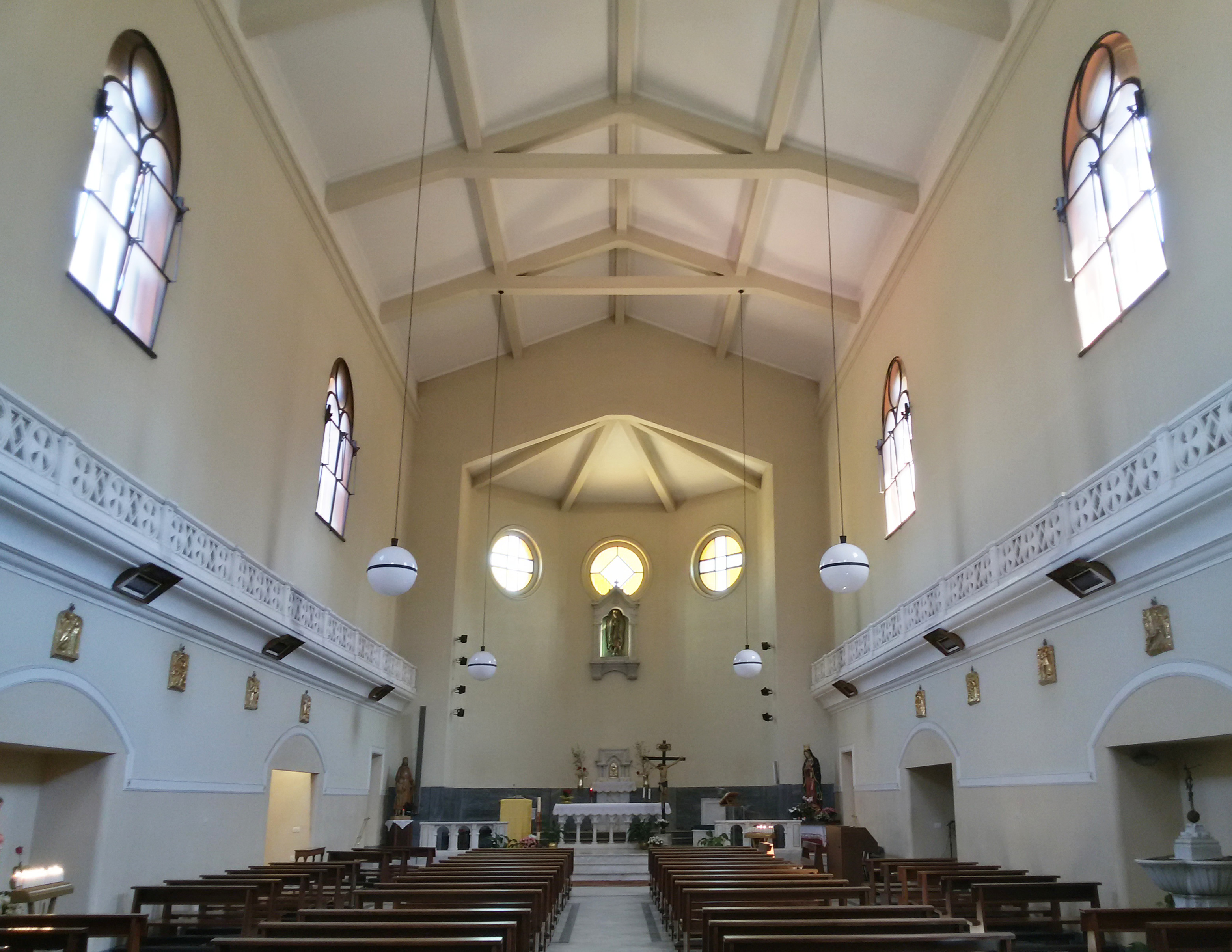
Interior de la Iglesia

### Interior
El interior de la iglesia está constituido por una amplia sala de nave única cubierta con techo de cerchas de hormigón armado, iluminada por grandes ventanas geminadas que se abren a lo largo de las paredes laterales; el ambiente se caracteriza por la presencia, debajo de las ventanas, de una galería poco saliente, con balaustrada calada similar a la del coro en la contrafachada, debajo de la cual se abren varios nichos. La nave termina con el ábside poligonal, enteramente ocupado por el presbiterio, con el altar neogótico de mármol, cuya mesa está sostenida por arquillos trilobulados apoyados en pequeñas columnas. En la pared del fondo, por encima del tabernáculo, hay una hornacina de mármol también neogótica que alberga la imagen de la Virgen de Guadalupe, obra de un sacerdote mexicano regalada en 1880 al papa León XIII y luego donada en 1929 por Pío XI a las monjas mexicanas; con motivo de la proclamación de Nuestra Señora de Guadalupe como "Reina del trabajo". Durante el pontificado del papa Pío XII, en 1955 la imagen fue coronada por el cardenal vicario Clemente Micara con una corona realizada por el grabador Guido Veroi.

## Sitios relacionados
- Basílica de Nuestra Señora de Guadalupe y san Felipe Mártir (Roma)
- Título Cardenalicio de Nuestra Señora de Guadalupe en Monte Mario